# Starry Night Productions
Starry Night Productions a fost o companie americană de producție de seriale de televiziune fondată în anii 1980 și deținută de producător Reinhold Weege. A colaborat adesea cu Warner Bros. Television în producția de seriale.

## Producții
- Park Place (1981)
- Night Court (1984–1992)
- Earthlings (1984)
- Dig a Hole, Find a Finger (1998)